# Ralf Kern
Ralf Kern ist ein deutscher Autor und Offizier der Feldjäger / Militärpolizei der Bundeswehr im Rang eines Oberst.

## Leben und Werk
Kern schreibt in der Hauptsache für den Verlag der Buchhandlung Walther König und ist Verfasser mehrerer Bücher über Wissenschaftsgeschichte, hier im Besonderen über die Entwicklungsgeschichte wissenschaftlicher Instrumente. Im Heft Nr. 160 der Weltkunst, einem Kunstmagazin aus dem Zeitverlag (Die Zeit), spricht Sabine Spindler in Bezug auf die mehrbändigen Ausführungen des Autors zur Geschichte der wissenschaftlichen Instrumente in der Zeit vom 15. bis 19. Jahrhundert von einem Standardwerk und nennt sie das Opus magnum zum Thema.

## Werke (Auswahl)
- Wissenschaftliche Instrumente in ihrer Zeit. Erster Band: Vom Astrolab zum mathematischen Besteck. 15. und 16. Jahrhundert. Verlag der Buchhandlung Walther König, Köln, 2010, ISBN 3865608655, ISBN 978-3865608659.
- Wissenschaftliche Instrumente in ihrer Zeit. Zweiter Band: Vom Compendium zum Einzelinstrument. 17. Jahrhundert. Verlag der Buchhandlung Walther König, Köln, 2010, ISBN 3865608663, ISBN 978-3865608666.
- Wissenschaftliche Instrumente in ihrer Zeit. Dritter Band: Streben nach Genauigkeit in Zeit und Raum. 18. Jahrhundert.  Verlag der Buchhandlung Walther König, Köln, 2010, ISBN 3865608671, ISBN 978-3865608673.
- Wissenschaftliche Instrumente in ihrer Zeit. Vierter Band: Perfektion von Optik und Mechanik. 19. Jahrhundert. Verlag der Buchhandlung Walther König, Köln., 2010, ISBN 386560868X, ISBN 978-3865608680.
- Wissenschaftliche Instrumente in ihrer Zeit. Fünfter Band: Gesamtverzeichnis und Ergänzungen. 15.–19. Jahrhundert. Verlag der Buchhandlung Walther König, Köln. ISBN 3960983964, ISBN 978-3960983965.
- Wissenschaftliche Instrumente in ihrer Zeit. Vom 15. bis 19. Jahrhundert. Sechster Band. Verlag der Buchhandlung Walther König, Köln, 2023, ISBN 3865607721, ISBN 978-3865607720 (Gesamtwerk).
- Wiegen und Vergleichen. Verlag der Buchhandlung Walther König, Köln, 2021, ISBN 3960989210, ISBN 978-3960989219.
- Oswald Achenbach. Ein Düsseldorfer malt Italien. LIT Verlag, Münster, 2014, ISBN 3643100817, ISBN 978-3643100818.